# Ángel Montoro
Ángel Montoro Cabello (Toledo, Castilla-La Mancha, 10 de abril de 1989) es un jugador de balonmano español que juega en el Proin Triana. Al ser zurdo, juega en el lateral derecho y su especialidad son los tiros lejanos de gran potencia.
Hasta la fecha, ha jugado 17 partidos con la selección de balonmano de España anotando 24 goles.

## Carrera

### Inicios-2012
Comenzó jugando como portero de fútbol, pero sus compañeros le animaron a apuntarse al baloncesto. En ese período superó las pruebas del CB Estudiantes, pero finalmente rechazó la posibilidad de jugar al baloncesto por los desplazamientos que le suponían ir de Toledo a Madrid. Se apuntó a balonmano y jugó en la cantera del Bm Toledo Amibal. Más tarde ficharía por el filial del Ademar León.
Desde su llegada en 2008, empezó a destacar y a convertirse en un jugador de proyección internacional, tanto que llegó a ser convocado por Valero Rivera para la selección española en 2011. En la temporada 2011-2012, se produjo su debut en la Liga de Campeones de la EHF, el 2 de octubre de 2011 contra el Montpellier HB. Anotó 4 goles y el León perdió por 38-34. Un mes más tarde, Montoro se lesionó de gravedad ante el AG København en Champions, al romperse el ligamento cruzado anterior de la rodilla derecha, que le dejó fuera de las pistas durante 6 meses. Esta lesión, le hizo perderse el resto de la temporada y el Campeonato Europeo de 2012 en Serbia. En los partidos que disputó al inicio de la temporada, jugó 9 partidos en Liga ASOBAL marcando 24 goles, y en Champions anotó 12 en 4 partidos que disputó.

### 2012-presente
En junio de 2012, se oficializó su fichaje por el FC Barcelona Intersport, por una cantidad de 100.000 euros y teniendo contrato hasta 2018 con los azulgrana. Su debut oficial con el conjunto azulgrana, se produjo el 8 de septiembre en la Supercopa de España, en la victoria frente al Club Balonmano Atlético de Madrid. Montoro jugó unos minutos en la segunda parte, pero no anotó ningún gol. Días antes, el 3 de septiembre, había debutado en la Supercopa de Cataluña, que ganó el Barça con 2 goles de Montoro, pero sin ser de carácter oficial. En la Liga ASOBAL con los azulgrana, se estrenó el 11 de septiembre, en la victoria por 26-19 ante el Helvetia Anaitasuna. Al igual que en la Supercopa no se estrenó como goleador y recibió una exclusión en los pocos minutos de juego que disputó, como plan para que se vaya acostumbrado al conjunto blaugrana. Su primer gol como azulgrana en liga, llegaría en el partido de la segunda jornada de la ASOBAL contra el ARS Palma del Río, anotando 1 gol en la victoria a domicilio por 28-40. En uno de los primeros partidos importantes de la Liga de Campeones de la EHF, anotó 5 goles contra el Füchse Berlin ganando por 34 a 23, siendo uno de los máximos anotadores. El 18 de octubre volvió a ser seleccionado por Valero Rivera para jugar con España dos partidos preparatorios frente a Portugal y Suiza.
En diciembre de 2012, fue seleccionado para formar parte del Campeonato Mundial de Balonmano de 2013, celebrado en España, que finalmente ganaron los españoles. Unos días después, se alzó con la Copa ASOBAL, al aportar dos goles en la victoria 24-32 frente al BM Atlético de Madrid Semanas después, el Barça se proclamó matemáticamente campeón de la Liga ASOBAL, pero no pudieron completar el triplete tras perder en la final de la Liga de Campeones de la EHF ante el HSV Hamburg.
A finales de la temporada 2012-2013, el Barça oficializó los fichajes de Kiril Lazarov y Nikola Karabatić, que le cerraron la puertas de los minutos a Montoro, siendo cedido dos años al Fenix Toulouse Handball. Jugó en Francia la primera parte de la temporada 2013-2014, pero durante el Europeo de 2014 se conoció que rompió su contrato con el Barça, que le vinculaba hasta 2018, y firmó por el equipo polaco Orlen Wisła Płock que dirige Manolo Cadenas.

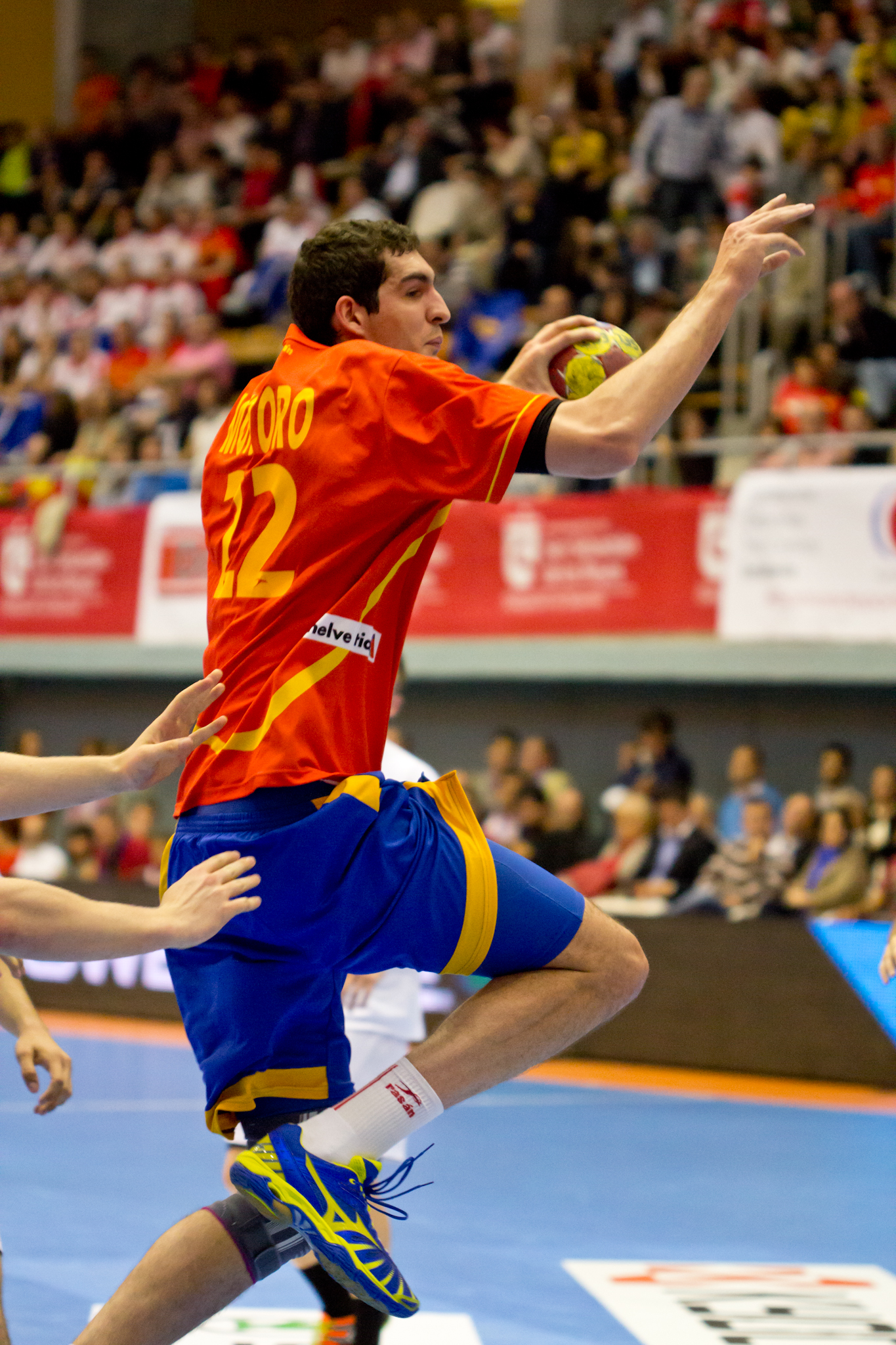
Montoro con la selección en 2013.

## Equipos
- Reale Ademar León (2008-2012)
- FC Barcelona (2012-2014)
  -  Fenix Toulouse Handball (cedido) (2013-2014)
- Orlen Wisła Płock (2014-2016)
- Naturhouse La Rioja (2016-2018)
- Liberbank Cuenca (2018-2019)
- Kadetten Schaffhausen (2019-2021)
- Olympiakos (2021-2024)[17]
- Proin Triana (2024- )[18]

## Estadísticas
| Club                | Temporada           | Liga ASOBAL/Liga | Liga ASOBAL/Liga | Liga ASOBAL/Liga | Copa del Rey/Copa | Copa del Rey/Copa | Copa del Rey/Copa | Europa | Europa | Europa | Total | Total | Total |
| Club                | Temporada           | Part.            | Goles            | Media            | Part.             | Goles             | Media             | Part.  | Goles  | Media  | Part. | Goles | Media |
| ------------------- | ------------------- | ---------------- | ---------------- | ---------------- | ----------------- | ----------------- | ----------------- | ------ | ------ | ------ | ----- | ----- | ----- |
| Ademar León         | 2010-11             | 26               | 76               | 2,92             | 1                 | 3                 | 3,0               | 5      | 22     | 4,4    | 32    | 101   | 3,16  |
| Ademar León         | 2011-12             | 9                | 24               | 2,67             | 0                 | 0                 | 0,0               | 5      | 12     | 2,4    | 14    | 36    | 2,57  |
| FC Barcelona        | 2012-13             | 27               | 78               | 2,89             | 3                 | 6                 | 2,0               | 16     | 30     | 1,88   | 46    | 114   | 2,48  |
| Fenix Toulouse HB   | 2013-14             | 9                | 19               | 2,11             | 1                 | 0                 | 0,0               | -      | -      | -      | 10    | 19    | 1,9   |
| Orlen Wisła Płock   | 2013-14             | ¿?               | ¿?               | ¿?               | ¿?                | ¿?                | ¿?                | 5      | 6      | 1,2    | 5     | 6     | 1,2   |
| Orlen Wisła Płock   | 2014-2015           | ¿?               | ¿?               | ¿?               | ¿?                | ¿?                | ¿?                | 10     | 19     | 1,9    | 10    | 19    | 1,9   |
| Total en su carrera | Total en su carrera | 71               | 197              | 2,77             | 5                 | 9                 | 1,8               | 41     | 89     | 2,17   | 117   | 295   | 2,52  |

Actualizado a 24 de diciembre de 2013.

## Palmarés

### FC Barcelona
- Liga ASOBAL (2013)
- Copa ASOBAL (2012)
- Supercopa de España (2012)
- Supercopa de Cataluña (2012)

### Ademar León
- Copa ASOBAL (2009)

### Kadetten Schaffhausen
- Copa de Suiza de balonmano (1): 2021

### Olympiacos
- Liga de Grecia de balonmano (2): 2022, 2024
- Copa de Grecia de balonmano (1): 2023

### Selección Española
- Medalla de oro en el Campeonato del Mundo de España 2013
- Medalla de bronce en los Juegos Mediterráneos de 2018